# 周必超
周必超（1560年—？），字時彦，號惕菴，浙江台州府軍籍，明朝人物。

## 生平
习《诗经》，府學增廣生。萬曆十九年（1591年）中式辛卯科浙江鄉試第五十五名舉人。三十二年授義烏縣學教諭。。

## 家族
曾祖周维新；祖周貴弼；父周汝榜。母郭氏。永感下。兄必升、必登、必崇。弟必達，府庠生。